# أنتاي (ألبوم ريانا)
أنتاي هو ألوم استديو للمغنية الباربودوسية ريانا. صدر بتاريخ 27 يناير عام 2016.

## روابط خارجية
- أنتاي على موقع ميتاكريتيك (الإنجليزية)
- أنتاي على موقع أول موفي (الإنجليزية)